# Mauá
Mauá es un municipio brasileño del estado de São Paulo. Se localiza a una latitud de 23° 40' 00" Sur y una longitud 46° 27' 00". La ciudad tiene una población de 444.136 habitantes según estimativas del año 2013, dentro de una superficie de 62 km².
Aún hoy, Mauá es recordada como la "capital de la cerámica", debido a la importancia que tuvo esta actividad en el desarrollo del municipio. Dos gigantescos polos industriales (Capuava y Sertãozinho) y el mayor Polo Petroquímico del Grande ABC, transformaron a Mauá en unos de los mayores polos industriales del país.

## Curiosidades
En Uruguay el nombre Mauá es habitualmente relacionado con la personalidad del Barón de Mauá, empresario brasileño que tuvo destacada actuación en ese país.